# Djerma (Algeria)
Djerma è un comune dell'Algeria, situato nella provincia di Batna.